# Бахр-Дар (аэропорт)
Аэропорт Бахр-Дар (ИАТА: BJR, ИКАО: HABD), также —  Аэропорт имени Дэджазмача Бэлая Зэллекэ — аэропорт, расположенный вблизи города Бахр-Дар, центра провинции Амхара в Эфиопии. Аэропорт расположен в 8 км западнее города Бахр-Дар, рядом с озером Тана.

## Характеристики
Аэропорт расположен на высоте 1821 м над уровнем моря. Он имеет одну взлётно-посадочную полосу с номером 04/22, длиной 3000 м и шириной 61 м, с асфальтобетонным покрытем..

## Авиакатастрофы и происшествия
- 11 января 1981 г. самолет Douglas C-47A Ethiopian Airlines был поврежден и не подлежал ремонту, когда при посадке сломалось шасси по левому борту[6].
- 15 сентября 1988 года Boeing 737-200 Ethiopian Airlines, вскоре после взлета столкнулся со стаей голубей, которые попали в оба двигателя. Один двигатель потерял тягу почти сразу, а второй потерял тягу при аварийном возвращении в аэропорт. При аварийной посадке погибли 35 из 104 пассажиров.